# Đàm Thị Loan
Đàm Thị Loan (1926–2010) coi như là một trong 3 đội viên nữ đầu tiên và không chính thức của Đội Việt Nam Tuyên truyền Giải phóng quân. Bà cũng là một trong hai người tham gia thượng cờ tại Lễ Độc lập ngày 2 tháng 9 năm 1945, tổ chức tại Quảng trường Ba Đình, Hà Nội. Bà còn là một sĩ quan Quân đội nhân dân Việt Nam với cấp bậc Trung tá, là vợ của Đại tướng Hoàng Văn Thái.

## Thân thế và hoạt động
Bà tên thật là Đàm Thị Nết, người dân tộc Tày, sinh ngày 26 tháng 8 năm 1926, quê quán tại thôn Ảng Giàng, xã Bình Long, huyện Hòa An, tỉnh Cao Bằng.
Cuối năm 1940, các cán bộ Việt Minh về Cao Bằng xây dựng cơ sở và bắt đầu hoạt động mạnh. Tháng 11 năm 1940, bà gia nhập Việt Minh, lấy bí danh là Thanh Xuân, được phân công phụ trách trung đội phó trung đội tự vệ xã Hòa Minh, Cao Bằng kiêm công tác đưa đón cán bộ bí mật qua lại.
Cuối năm 1941, bà nhận được giấy gọi về Địa điểm Đỏ (tức núi Lũng Hoàng, Hòa An, Cao Bằng), thoát ly gia đình tham gia hoạt động cách mạng. Bà được huấn luyện về chính trị, quân sự, và tham gia trung đội Cứu quốc quân. Thời gian này bà lấy các bí danh Minh Phượng, Minh Nhật.
Ngày 16 tháng 12 năm 1944, bà nhận được giấy gọi để tham gia đội Tuyên truyền Giải Phóng quân . Khi Đội Việt Nam Tuyên truyền Giải phóng quân làm lễ thành lập lúc 5 giờ chiều ngày 22 tháng 12 năm 1944 tại khu rừng Trần Hưng Đạo (Cao Bằng), bà coi như là một trong 3 đội viên nữ đầu tiên của đội. Tuy nhiên, do được phân công chuẩn bị bữa cơm cho đội nên cả ba đội viên nữ đều không tham dự lễ tuyên thệ.
Tháng 5 năm 1945, Việt Nam Giải phóng quân được thành lập. Bà tham gia chi đội Giải phóng quân dưới sự chỉ huy của Chi đội trưởng Đàm Quang Trung với tên mới là Đàm Thị Loan. Cách mạng tháng 8 nổ ra, ngày 25 tháng 8 năm 1945, chi đội của bà tiến về Hà Nội và đóng quân tại Bảo an binh của Pháp trước đây.

### Tham gia thượng cờ trong Lễ Độc lập
Tối ngày 1 tháng 9, bà được Chi đội trưởng Đàm Quang Trung giao nhiệm vụ tham gia thượng cờ vào ngày Lễ Độc lập được tổ chức sáng hôm sau.
Lúc 14 giờ ngày 2 tháng 9, bà cùng bà Dương Thị Thoa (tức Lê Thi), đại diện cho nữ sinh Hà Nội, cùng thực hiện nghi thức thượng cờ.
Khi Chủ tịch Hồ Chí Minh tiến đến lễ đài, ông nhận ra bà là một trong những đội viên của Việt Nam Giải phóng quân, và đã có lời động viên với bà.
Buổi lễ thượng cờ thành công, bà và bà Dương Thị Thoa chia tay khi chưa kịp biết tên nhau.

### Hoạt động trong quân đội
Sau cách mạng tháng 8, bà được phân công làm Trung đội trưởng Trung đội Tự vệ nữ Hà Nội (còn gọi là Trung đội Minh Khai), kiêm huấn luyện quân sự cho các nữ tự vệ. Một thời gian sau, bà được rút về Bộ Tham mưu, một nữ tự vệ khác là Trịnh Thị Xuyến được cử làm Trung đội trưởng Trung đội Minh Khai.
Sau ngày Toàn quốc kháng chiến, bà cùng cơ quan Bộ Tổng tham mưu rút lên Việt Bắc, tham gia công tác cơ yếu . Sau khi chính quyền Việt Nam Dân chủ Cộng hòa tiếp quản miền Bắc, bà cùng cơ quan về Hà Nội. Năm 1958, bà được thăng quân hàm Thượng úy.
Năm 1967, bà được thăng quân hàm Đại úy. Cuối tháng 11 năm đó, bà được phân công công tác tại Bộ Tư lệnh Quân Giải phóng miền Nam đặt tại Tây Ninh. Bà công tác tại đây cho đến khi cho tới năm 1970 trở về Hà Nội nhận nhiệm vụ mới.
Bà được thăng quân hàm Thiếu tá năm 1975, Trung tá năm 1977, tiếp tục công tác ở Bộ Tổng mưu cho đến khi nghỉ hưu. Không lâu sau, Đại tướng Hoàng Văn Thái chồng bà cũng qua đời vì bệnh tim.
Năm 1998, bà cho đăng báo hồi ký "Từ Việt Bắc đến Tây Ninh" kể lại cuộc đời hoạt động của mình, trong đó có nhắc đến cô thiếu nữ Hà Nội cùng tham gia thượng cờ với bà tại Lễ Độc lập. Thời gian đó, bà Thoa cũng cho đăng trên nội san của cơ quan có kể về "cô du kích người Tày" cùng thượng cờ. Ban biên tập tạp chí Lịch sử Quân đội đã phát hiện sự trùng hợp này, nên nhân dịp buổi họp mặt của Trung đoàn 102 tổ chức ở Viện Bảo tàng Quân đội năm 1999 đã tổ chức cho hai người gặp nhau sau lễ thượng cờ.
Những năm sau đó, bà và bà Thoa thường gặp nhau vào ngày 2 tháng 9 tại Quảng trường Ba Đình để kỷ niệm buổi kéo cờ lịch sử.
Bà qua đời vào ngày 28 tháng 1 năm 2010 tại Bệnh viện Trung ương Quân đội 108, hưởng thọ 84 tuổi. Bà Thoa cũng qua đời sau đó 10 năm, thọ 94 tuổi.

## Phong tặng
Bà đã được Nhà nước Việt Nam tặng thưởng: Huân chương Độc lập, Huân chương Chiến thắng và nhiều huân, huy chương khác.

## Gia đình

Trung tá Đàm Thị Loan cùng chồng là Đại tướng Hoàng Văn Thái (bìa trái)

Ngày 15 tháng 9 năm 1945, bà kết hôn với một cán bộ chỉ huy của Việt Nam Giải phóng quân là Hoàng Văn Thái, về sau trở thành Đại tướng, Tổng Tham mưu trưởng đầu tiên của Quân đội nhân dân Việt Nam, một trong những tướng lĩnh Việt Nam nổi bật thời kỳ hiện đại. Ông bà có với nhau 6 người con.